# Derolathrus anophthalmus
Derolathrus anophthalmus is een keversoort uit de familie Jacobsoniidae. De wetenschappelijke naam van de soort is voor het eerst geldig gepubliceerd in 1969 door Franz.